# Andreas Bergh
Andreas Bergh, né le 2 mai 1977 à Strömstad en Suède, est un chanteur suédois, connu également sous le nom d’artiste Whiplasher Bernadotte.

## Biographie
Sa sœur, Jonna Bergh (sv), est rédactrice en chef du magazine suédois Styleby.
Andreas Bergh s’implante volontiers dans différents pays pour plusieurs années. Il a vécu longtemps à Londres et s’est installé à Florence,.
Dans une interview accordée en 2014 à Hard Rock Haven, il ne cache pas son désintérêt pour internet et ses forums et se qualifie d’« analogue ». Il privilégie le contact humain, aussi bien avec ses fans qu’il préfère de loin rencontrer en tournée que derrière son écran sur les réseaux sociaux.

## Carrière musicale

### Swordmaster
De 1993 à 2000, Andreas Bergh est le chanteur du groupe suédois Swordmaster sous le nom d’artiste Whiplasher.
Fondé en 1993 à Strömstad en Suède, Swordmaster fait partie du courant musical black metal à ses débuts pour s’orienter vers le death metal. Ce groupe a pour label musical Osmose Productions.
Le groupe est alors composé de :
- Emil Nödtveidt alias Nightmare Industries –Guitare de 1993 à 2000
- Andreas Bergh alias Whiplasher  – Chant de 1993 à 2000
- Kenneth Gagner alias Thunderbolt  – Bass de 1995 à 2000
- Nicklas Rudolfson alias Terror  – Batterie de 1995 à 2000
- Erik Halvorsen alias Beast X Electric  – Guitare de 1998 à 2000.

### Deathstars
Dès 2000, Andreas Bergh devient chanteur, compositeur et cofondateur du groupe suédois Deathstars sous le nom d’artiste de Whiplasher Bernadotte.
Fondé en 2000, Deathstars, groupe qu’Andreas Bergh voulait au départ appeler Doberman, fait partie du courant musical metal industriel et choisit à ses débuts le label musical LED Recording pour rapidement passer à Nuclear Blast.
Lors du premier départ d’un membre du groupe vers 2006, Erik Halvorsen alias Beast X Electric, Andreas Bergh décrit le type d’interactions entre les membres du groupe : une grande part fondamentale d’amitié, la compétence certes mais devancée par une question de personnalité et de points de vue en harmonie avec le reste du groupe. Dès lors, quand un membre quitte le groupe, les contacts restent excellents. Avec le cynisme qui le caractérise, lors du départ d’Erik Halvorsen, Andreas Berg annonce que le groupe cherche un nouveau guitariste maigre et grand venant de Chernobyl. Jonas Kangur, alias Skinny Disco viendra le remplacer.
Dans une interview donnée à Metal Impact en 2006, Andreas Bergh définit Deathstars comme un paradoxe entre le noir et le blanc du « deathglam » teinté de sophistiqué, dramatique, sexy, agressif. C’est aussi une autocritique trempée dans un humour ironique. L’apparence (maquillage par exemple) est très clairement inspirée des groupes Kiss et King Diamond. L’important étant de visualiser la musique par une image forte.
Andreas Bergh apparente son sens de l’humour à celui de Rammstein avec qui le groupe Deathstars a, en première partie, effectué une tournée en 2011 et 2012,,.
Cette longue tournée, à laquelle doivent être ajoutés quelques concerts avec le groupe de metal suédois Marionette, et la sortie de la compilation The Greatest Hits on Earth sont à l’origine d’une période de cinq sans nouvel album.

## Goûts musicaux et méthode de composition

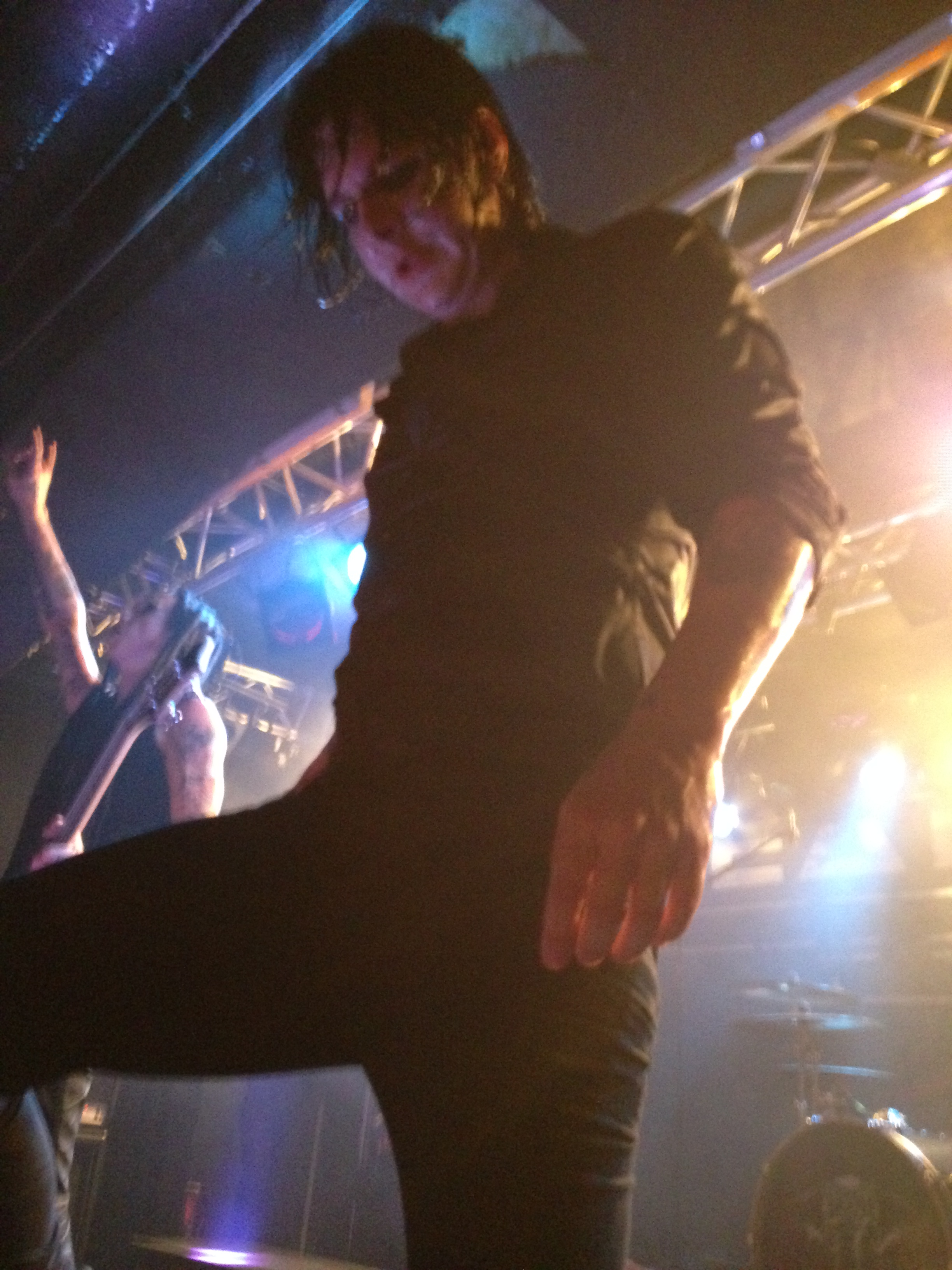
Andreas Bergh lors de la tournée Claws through Europe 2014, salle Debaser Strand Stockholm

Chanteur et parolier, l’inspiration lui vient du vécu, les chansons ne sont pas conditionnées dans un objectif précis. Il s’inspire de la réalité, vient ensuite la musique construite dans le Death and black metal. Il précise : « Les contradictions sont intéressantes car c’est dans le conflit que se trouve un développement. Je n’ai aucune idée sur la réalité des choses, je peux seulement les refléter sur moi. Ce serait naïf de ma part d’exprimer comment est le monde. J’essaie de me comprendre pour gérer mes faiblesses ».
Au niveau de la composition, Andreas Bergh est donc parolier et Emil Nodtveidt écrit la musique, ce dernier participe toutefois aussi à la création des textes, surtout sur l’album Termination Bliss, le titre Termination Bliss a été écrit le jour même du suicide du frère d’Emil, Jon Nödtveidt. Toutes les paroles de l’album seront teintées de conflits intérieurs, d’autodestruction.
Ses goûts musicaux et inspirations se portent sur, pour ne citer qu’eux : MC5, Iggy Pop, Kiss, David Bowie, Glenn Danzig, Sisters of Mercy, The Velvet Underground, Dark Throne, Masters Hammer, King Diamond, Alice Cooper et The New York Dolls mais aussi Dolly Parton, Marilyn Manson et la musique country.
Le groupe Deathstars auquel il appartient s’est d’ailleurs forgé en Angleterre une importante quantité de fans, sans doute en raison de son histoire du rock plus sombre, allusion aux groupes tel The Sisters Of Mercy.
Particulièrement inspiré par ses déplacements en Russie, sur le plan émotionnel et non politique, Andreas Bergh lui consacre la chanson « Chertograd ».